# Arnoul II. Flandrijski
Arnoul II. (960./961. — 30. ožujka 987.) bio je grof Flandrije 965. – 987. Njegovi roditelji su bili Balduin III. Flandrijski i njegova supruga Matilda od Saksonije, kći Hermana Billunga, koji je bio vojvoda Saksonije. Balduin je umro 962., dok je Arnoul još bio beba te je grof Flandrije još uvijek bio Arnoulov djed po ocu — Arnoul I., koji je umro 965. Regent za malenog Arnoula II. bio je njegov rođak, Balduin Balso († 973.).
Godine 976., Arnoul se oženio Rozalom, kćerju talijanskog vladara te je ona Arnoulu rodila Balduina IV. (otac Balduina V.) i Matildu.
| Prethodnik:              | Flandrijski grof | Nasljednik:              |
| Balduin III. Flandrijski | Flandrijski grof | Balduin IV. od Flandrije |